# تسكراية
تسكراية إحدى قرى الجمهورية التونسية، تقع في معتمدية بنزرت الجنوبية من ولاية بنزرت، على الطريق الجهوية رقم 51، شرقي مدينة بنزرت. ترقيمها البريدي 7036.

### مواضيع ذات علاقة
- ولاية بنزرت.

1. ↑  "المناطق الترابية (العمادات) حسب الولايات والمعتمديات". اطلع عليه بتاريخ 2024-11-30.